# Synorthodes
Synorthodes là một chi bướm đêm thuộc họ Noctuidae.

## Loài
- Synorthodes auriginea Franclemont, 1976
- Synorthodes melanops (Dyar, 1912)
- Synorthodes typhedana Franclemont, 1976